# Tiroler Boomstammen
De Tiroler Boomstammen (Duits: Tiroler Wildwasserbahn) is deels een boomstamattractie en deels een dark water ride in het Duitse attractiepark Europa-Park.

## Algemeen
Tiroler Boomstammen ligt samen met de Alpenexpress "Enzian" in het themagebied Oostenrijk, achter in het park. De attractie is dan ook gethematiseerd naar een Oostenrijks thema. De in 1978 gebouwde wildwaterbaan was een van de eerste attracties in het park waarbij door het water wordt gevaren. Sinds 1998 loopt het traject van de attractie door de Zauber-Diamantenhöhle, evenals de Alpenexpress "Enzian" en een walkthrough voor voetgangers. Het traject is gebouwd in een samenwerking van MACK Rides met Arrow Dynamics. De 6-persoonsbootjes zijn volledig verzorgd door MACK Rides.
Na een eerste, kleine afdaling vanuit het station wordt een traject van bochten gevolgd en door de Diamantenhöhle gevaren. Dit is het darkridegedeelte van de boomstamattractie. Daarop volgt een tweede, grotere afdaling van 18 meter hoog, waarna men via een aantal bochten weer in het station terugkomt. De rit duurt circa 4:30 minuten, waardoor theoretisch de capaciteit rond de 1600 personen per uur ligt.

## Brand
Op 19 juni 2023 ontstond brand in een technische ruimte van een gebouwencomplex aan de rand van het Oostenrijkse themagebied. De brand sloeg over naar het Spaanse gebied. Behalve de waterattractie raakten de volgende attracties beschadigd: Alpenexpress "Enzian", Yomi-Zauberwelt der Diamanten en het Spaanse station van de Panoramabahn. Er werden ook twee souvenirwinkels getroffen.